# Sthenias pseudodorsaloides
Sthenias pseudodorsaloides är en skalbaggsart som beskrevs av Stefan von Breuning 1968. Sthenias pseudodorsaloides ingår i släktet Sthenias och familjen långhorningar. Inga underarter finns listade i Catalogue of Life.